# Dundee Law
Der Dundee Law ist der Kern eines erloschenen Vulkans, der sich vor etwa 400 Millionen Jahren bildete und heute ein Wahrzeichen der schottischen Stadt Dundee darstellt.
Diese Erhebung (174 m / 571 ft) im Zentrum der Stadt wurde schon seit Tausenden von Jahren als Siedlungs- und Verteidigungsplatz genutzt. Während der Eisenzeit befand sich hier eine Wehranlage und an seinen Hängen hat man Gräber aus der Zeit um 1500 v. Chr. gefunden.

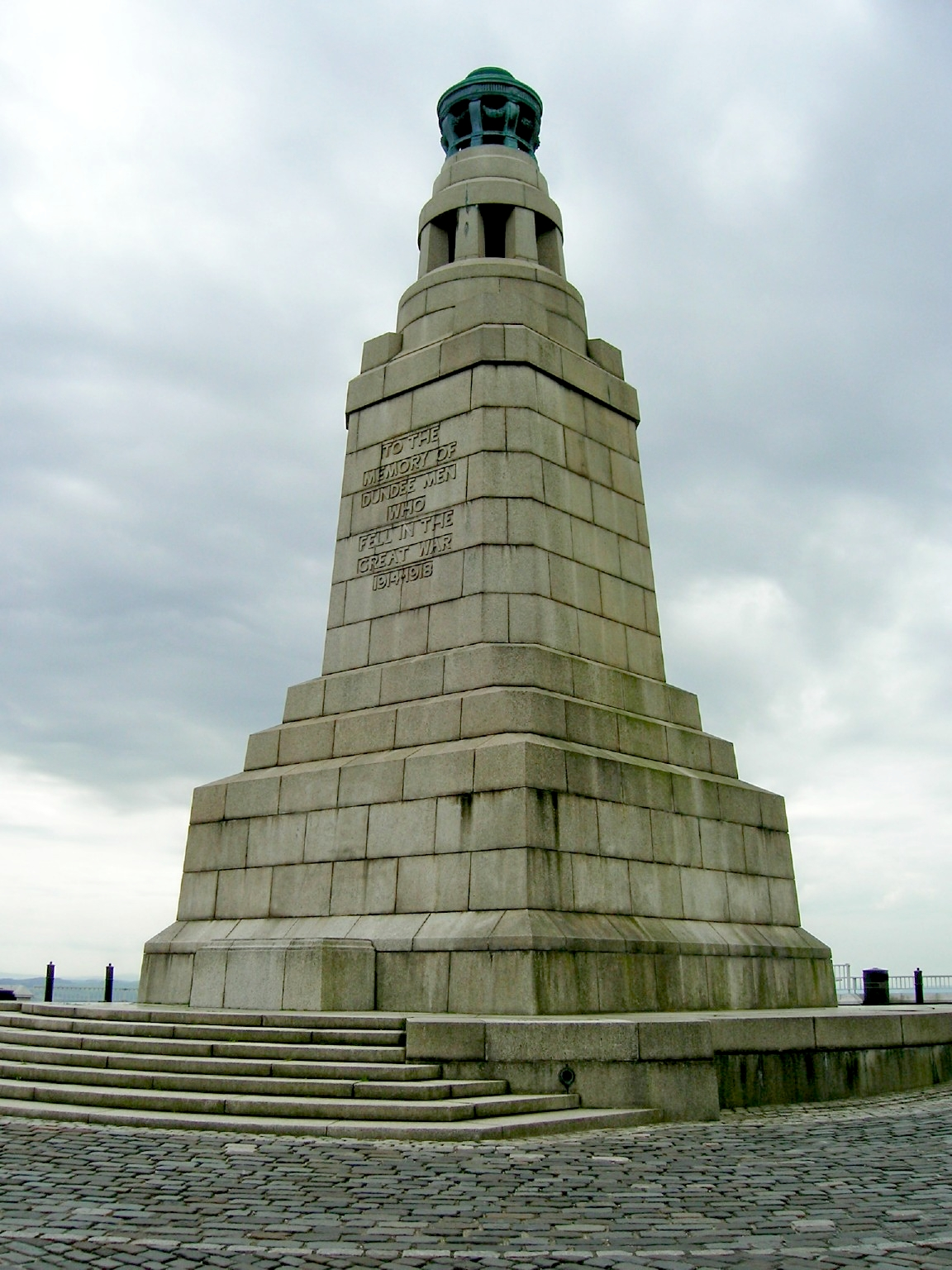
Denkmal für die Gefallenen der beiden Weltkriege auf dem Gipfel

Im Jahre 1820 wurde er für die Dundee-Newtyle-Eisenbahnstrecke untertunnelt. Heute befindet sich auf seinem Gipfel eine Aussichtsplattform, von der aus man bei klarem Wetter gut 60 Kilometer weit sehen kann, und ein Denkmal für die Gefallenen der beiden Weltkriege.
Die Landschaft des Dundee Law steht unter Naturschutz, ist aber für Spaziergänger offen.
Der Begriff Law bezeichnet in Schottland generell einen freistehenden und von weitem deutlich sichtbaren Vulkankegel, wie zum Beispiel auch den North Berwick Law.